# 이남희 (배우)
이남희(1962년 4월 10일 ~ )는 대한민국의 배우이다.

## 출연작

### 영화
- 《서울, 에비타》 (1991년)
- 《어린 연인》 (1994년) - 역무원 2 역
- 《7인의 새벽》 (2001년) - 길수 역
- 《포도나무를 베어라》 (2007년) - 토마스 수사 역
- 《터치》 (2012년) - 원무과장 역
- 《검은 사제들》 (2015년) - 제천법사 역
- 《강철비 2: 정상회담》 (2020년) - 숭스카이 역

### 드라마
- 《도시인》 (1991년, MBC)
- 《바람의 노래》 (1998년, SBS)
- 《무신》 (2012년, MBC) - 주연지 역
- 《육룡이 나르샤》 (2015년, SBS) - 김용 역
- 《20세기 소년소녀》 (2017년, MBC) - 택시기사 역
- 《전생에 웬수들》 (2017년, MBC) - 하대표 역
- 《의문의 일승》 (2018년, SBS) - 차집사 역
- 《미스티》 (2018년, JTBC) - 목격자 역
- 《미스 마 - 복수의 여신》 (2018년, SBS) - 감호 소장 역
- 《닥터 프리즈너》 (2019년, KBS2) - 문회장 역
- 《아이템》 (2019년, MBC) - 남철순 역
- 《왓쳐》 (2019년, OCN) - 신오성 회장 역
- 《포레스트》 (2020년, KBS2) - 강원 명성병원장 역
- 《아무도 없는 숲속에서》 (2024년, Netflix) - 박용채 역

### 연극
- 《안녕, 여름》
- 《세일즈맨의 죽음》
- 《히키코모리 밖으로 나왔어》
- 《해변의 카프카》
- 《나의 처용은 밤이면 양들을 사러 마켓에 간다》
- 《우어파우스트》
- 《루시드 드림》
- 《내 심장을 쏴라》
- 《운현궁 오라버니》
- 《뱃사람》
- 《오셀로》
- 《뱃사람》
- 《인간의 시간》
- 《방문자》
- 《이》
- 《하이라이프》
- 《짐》
- 《블라인드터치》
- 《아트》
- 《남자충동》
- 《햄버거에 대한 명상》
- 《너희가 재즈를 믿느냐》
- 《안티고네》

## 수상
- 2012년 제48회 동아연극상 연기상
- 2011년 제4회 대한민국 연극대상 남자연기상
- 2000년 한국연극협회 연기상
- 1998년 한국연극협회 남자연기상